# Arbeidsbureau

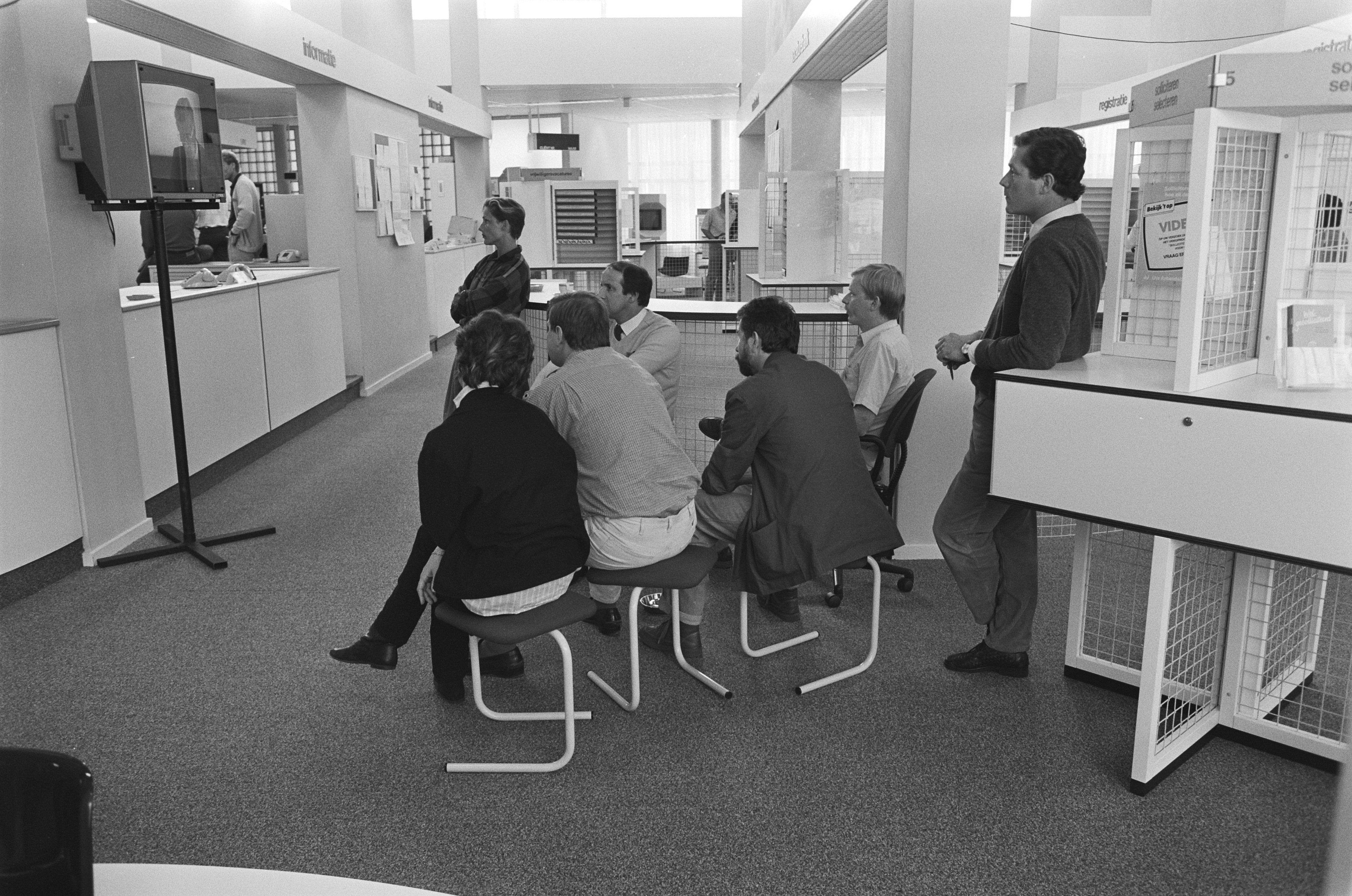
Interieur van het nieuwe gewestelijke arbeidsbureau in Den Haag in 1985

Het Arbeidsbureau was een overheidsinstelling die werklozen hielp bij het vinden van betaald werk. Het had vanaf het begin in 1940 tot het eind in 2002 vestigingen in verschillende steden in Nederland. 

## Nederland
De gewestelijke arbeidsbureaus werden in Nederland in 1940 ingevoerd. Zij waren de voortzetting en uitbreiding van de gemeentelijke arbeidsbeurzen, die sinds 1902 in een aantal steden waren opgezet. Die hadden in de loop van de jaren een nationale vereniging opgericht en districten gevormd, om ook een streekfunctie te kunnen vervullen. Dit systeem werd in Nederland in de Tweede Wereldoorlog, dus tijdens de bezetting tussen 1940 en 1945, vervangen door een Rijksdienst, en de arbeidsbeurzen werden veranderd in gewestelijk arbeidsbureau. In mei 1941 ging bovendien op Duits initiatief een Rijksarbeidsbureau van start, dat belast was met het oproepen van arbeidskrachten die in Duitsland tewerk moesten worden gesteld. 
De gewestelijke arbeidsbureaus bleven na 1945 bestaan en zouden tijdens de wederopbouw een belangrijke rol gaan spelen in het zich verder ontwikkelend sociaal bestel en de 'allocatie' van arbeid. Het arbeidsbureau werd op 1 januari 2002 door het Centrum voor Werk en Inkomen CWI vervangen en dat ging in 2009 weer in het UWV WERKbedrijf op, dat nog steeds functioneert.

## Vlaanderen
In Vlaanderen is er de Vlaamse Dienst voor Arbeidsbemiddeling en Beroepsopleiding VDAB.